# Congregación de Hermanas Misioneras de Santa Teresita del Niño Jesús
La Congregación de Hermanas Misioneras de Santa Teresita del Niño Jesús (también conocidas como Hermanas Teresitas) es un instituto religioso de Derecho pontificio fundado en Santa Rosa de Osos por el Obispo Miguel Ángel Builes el 11 de abril de 1929 y que se dedican al apostolado misionero. 

## Historia y actualidad
La Congregación de Hermanas Misioneras de Santa Teresita del Niño Jesús fue fundada en la diócesis de Santa Rosa de Osos, el 11 de abril de 1929, por el obispo Miguel Ángel Builes; éste, movido por la escasez de sacerdotes y la carencia de instrucción cristiana, reunió a siete piadosas jóvenes con las que inició las labores de fundación. Ellas fueron el fundamento de la Congregación: Julia Hoyos, Ana Teresa Restrepo, María Moreno, Rosana Sánchez, Mercedes Gómez, Dolores Ochoa y Francisca Orrego.
En sus inicios las religiosas hacía presencia sobre todo en Antioquia, la propia tierra del Fundador, en su Diócesis: Santa Rosa de Osos y también en la Costa Atlántica proyectándose dentro de las diferentes Pastorales Parroquiales y Diocesanas, por medio de la formación de los niños, los jóvenes y los adultos; luego se extendieron por América: Bolivia, Chile, Colombia, Costa Rica, Ecuador, Guatemala, México, Panamá, Perú y Venezuela; África: Benín, Costa de Marfil, Egipto y Kenia; y Europa, haciendo presencia en Italia.
Se relata sobre el entusiasmo de las religiosas en cuanto a la instalación de las hermanas en el Ecuador, primera de las fundaciones fuera de Colombia: 

“En 1949 Monseñor Miguel Ángel Builes convino, con el Padre Ricardo T. Fernández, párroco de Celica, Loja, Ecuador, la fundación, en ese lugar de la primera Casa de las Misioneras de Santa Teresita fuera de Colombia, la cual se realizaría en el mes de mayo. A fines de abril recibió un telegrama del Padre pidiéndole que aplazara el viaje de las Hermanas por estar los caminos intransitables. En seguida le respondió: “Partiremos fecha convenida. No arrédranos malos caminos”...  y él mismo realizó el viaje acompañando a las cinco Hermanas fundadoras. De Catacocha a Celica fueron dos días a lomo de mula, realmente por caminos poco transitables”.

Su santidad Pío XII hizo pontificia la Congregación el 9 de mayo de 1953.
Las presencias están organizadas en tres entidades provinciales: Provincia la Inmaculada, con sede en Quito, Ecuador; Provincia Santa Teresita, con sede en Cartagena, Colombia; Provincia San Francisco Javier, con sede en Bogotá, Colombia y una delegación: la de San José, con sede en El Cairo, Egipto.
El Instituto Tiene como patrona principal a la Inmaculada Concepción, titular a Santa Teresita del Niño Jesús, y también como patronos a San Francisco Javier, San José, San Pedro Claver y los Santos Ángeles.